# 蒂姆·赖斯
蒂莫西·邁爾斯·賓頓·“蒂姆”·赖斯爵士（英語：Sir Timothy Miles Bindon "Tim" Rice，1944年11月10日— ）是一名英国音乐剧作词家、作者。他与安德鲁·劳埃德·韦伯共同创作了《万世巨星》、《艾薇塔》等许多著名音乐剧。霍華·艾許曼去世后，他为华特迪士尼公司的动画电影《阿拉丁》中的歌曲作词；后来又为迪士尼1994年的电影《狮子王》中的歌曲作词。

## 外部連結
- Tim Rice – Official Site （页面存档备份，存于）
- 互聯網百老匯資料庫（IBDB）上蒂姆·赖斯的資料（英文）
- 蒂姆·赖斯在互联网电影资料库（IMDb）上的資料（英文）

| 奖项与成就         | 奖项与成就                 | 奖项与成就           |
| ------------------ | -------------------------- | -------------------- |
| 前任： 罗尼‧科贝特 | 洛德·塔弗纳基金理事長 1988–1990 | 繼任： 莱斯利·克劳瑟 |